# Albert Brendel
Pour les articles homonymes, voir Brendel.
Albert Brendel, né le 7 juin 1827 à Berlin, mort le 28 mai 1895 à Weimar, est un peintre et graveur prussien.

## Biographie
Très tôt, Albert Brendel montra son goût pour les animaux et leur représentation. Le peintre paysagiste Wilhelm Schirmer le fit entrer dans son atelier et l'encouragea à fréquenter l'Académie. Par la suite, il se consacra à la peinture marine auprès de Wilhelm Krause, sans négliger toutefois l'étude des animaux à l'École vétérinaire de Berlin.
En 1851 Brendel se rendit à Paris en passant par la Hollande et la Normandie. Il y travailla d'abord auprès de Thomas Couture, puis auprès du peintre animalier Filippo Palizzi. En 1852, Brendel voyagea en Italie et en Sicile. Dans les années 1854-1864, il vécut de nouveau à Paris, séjournant pendant l'été à Barbizon dans la forêt de Fontainebleau, où il forma sa sensibilité à la nature au contact des maîtres français Théodore Rousseau, Jean-François Millet et Constant Troyon.
Ce travail intensif porta ses fruits et lui valut rapidement d'être reconnu aussi bien à Paris qu'à Berlin. Son tableau Bergerie à Barbizon (1862) fut acheté par l'État pour le musée du Luxembourg, puis déposé au musée d'art et d'histoire de Toul. On appréciait particulièrement ses représentations de moutons placés dans des situations et des environs différents, toujours avec des caractéristiques riches et profondes, qu'accroissait encore le charme du paysage, toujours conçu de façon pittoresque et soigneusement élaboré. De 1869 à 1875, il vécut surtout à Berlin. En 1875, il s'installa à Weimar où il devint professeur et, de 1882 à 1885, directeur de l'École des beaux-arts de Weimar.